# Хрватска странка умировљеника
Хрватска странка пензионера (хр: Hrvatska stranka umirovljenika; скраћено: ХСУ) је политичка странка у Републици Хрватској која као циљ има заштиту интереса хрватских пензионера.

## Историја
Странка је утемељена на оснивачкој скупштини 26. априла 1996. године. Већ сам датум утемељења говори о неколико битних момената по чему се Странка разликује од осталих политичких странака у Хрватској. Приметно је да није утемељена у време почетака вишестраначја у Хрватској (1990), већ знатно касније. Друга битна карактеристика јесте њена усмереност на заштиту интереса хрватских пензионера, без политичке обојености. Њен евентуално политички карактер произлази из њеног програма и садржаја рада који је социјалан и демократски.
Странка учествује у локалним изборима у прољеће 1997. године и са 40-ак својих чланова улази у локалне органе власти, да би се тај број повећао на том нивоу на 70-ак, у изборима 2001. године. На парламентарним изборима, 3. јануара 2000. године, Странка је освојила 53.000 гласова, чиме није прешла изборни праг, али је остварила ниво највеће ванпарламентарне странке.
У почетку је Странка, осим Предсједништва, деловала кроз подружнице и огранке. Одлуком прве редовне Годишње скупштине се реорганизује и делује кроз огранке, општинске, градске и кантоналне организације те Средишњи одбор и Предсједништво. Осим Оснивачке скупштине ХСУ је одржао седам редовних Годишњих скупштина, у складу са одредбама Статута (најмање једном у 2 године).
На Оснивачкој скупштини за председника изабран је Рудолф Мажуран, а на трећој редовној Годишњој скупштини Владимир Јордан, када је Рудолф Мажуран изабран за почасног председника. Господин Мажуран на парламентарним изборима 2003. године био је носилац листе друге странке, те одлуком Централног одбора престаје бити почасни председник и члан Странке.
На петим парламентарним изборима одржаним 23. новембра 2003. године Странка постаје парламентарна странка са три посланика у Сабору. Захваљујући тој чињеници Странка се почиње уважавати. Посланици у овом мандату били су Силвано Хреља, Драгутин Пуклеш и Јосип Судец који је у време мандата умрко па га је заменио Стјепан Козина.
На изборима за локалну, регионалну и подручну самоуправу 2005. године Странка постиже завидне резултате са 40 жупанијских, 100 градских и 106 општинских одборника. На петој редовној, а уједно и изборној скупштини у јуну 2005. године Владимир Јордан је поново изабран за председника странке.
Половином 2007. године одржана је шеста Редовна и извештајна скупштина Странке, која је усвојила и Изборни програм. На шестим парламентарним изборима одржаним 25. новембра 2007. године Странка остаје парламентарна странка са једним послаником у Хрватском сабору. Посланик је био Силвано Хреља.
На седмој Скупштини Странке одржаној 14. марта 2008. године за предсједника Странке изабран је Силвано Хреља.
На изборима за локалну (регионалну) самоуправу 2009. године Странка је постигла изванредне резултате, те за скоро 23% надмашила резултате избора 2005. године. Освојено је укупно 270 одборничких места (38 у жупанијама, 115 у градовима и 117 у општинама) и 12 чланова Странке чланови су извршне власти.
Странка је сада у Кукурику коалицији.